# Monti Hengduan
I monti Hengduan (cinese semplificato: 横断山脉; cinese tradizionale: 橫斷山脈; pinyin: Héngduàn Shānmài) sono un sistema montuoso dell'Asia orientale (latitudine: 22-32° N, longitudine: 97-103° E) che forma la parte sud-orientale dell'altopiano tibetano e il confine occidentale del bacino del Sichuan. Sono situati principalmente in Cina, anche se la loro estremità meridionale costituisce la frontiera con il Myanmar (Stato Kachin). Questa vasta regione montuosa occupa la maggior parte occidentale della provincia del Sichuan, nonché l'angolo nord-occidentale dello Yunnan e la sezione orientale della Regione Autonoma del Tibet.
I monti sono situati nella regione del Kham, una delle province culturali del Tibet storico.

## Geografia

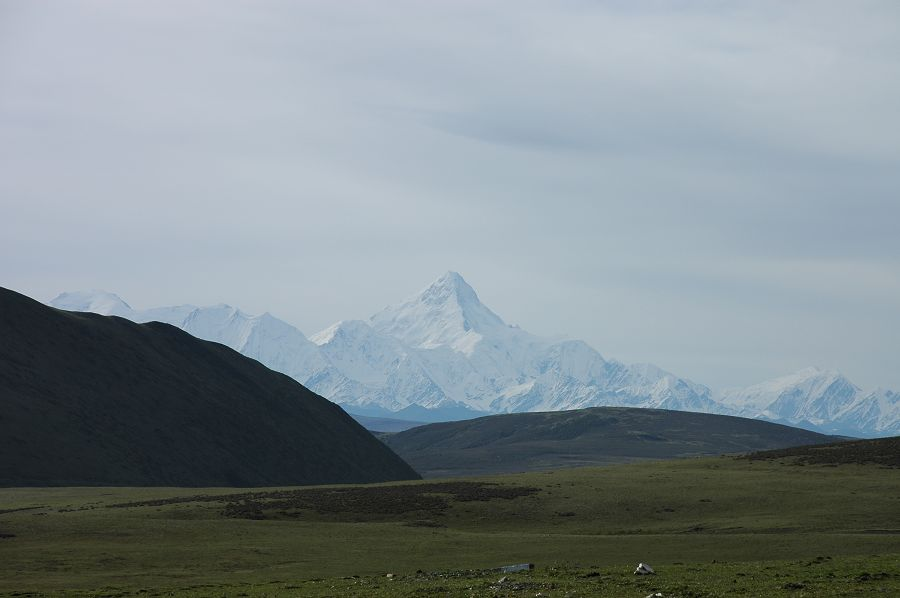
Veduta del monte Gongga, il più alto dei monti Hengduan.

Il sistema montuoso degli Hengduan è costituito da molte catene montuose, molte delle quali corrono da nord a sud, separate da valli profonde attraverso le quali scorrono in direzione sud sul fondo di gole profonde fino a 3000 m i fiumi Yangtze, Mekong, Salween e i loro affluenti. Quelle dei Tre Fiumi Paralleli dello Yunnan sono aree protette istituite per proteggere l'ambiente naturale di questa regione. La catena montuosa ha una lunghezza di circa 750 km (dal corso superiore del fiume Giallo, a nord, al corso medio dello Yangtze), e una larghezza massima di 400 km. De ovest a est, l'altezza dei monti scende da 5000–6500 m a 1000–1200 m; loro vetta più elevata è il monte Gongga (7556 m). Nella parte sud-occidentale uno dei loro contrafforti forma la frontiera tra Cina e Myanmar.
Tra le principali catene montuose appartenenti ai monti Hengduan figurano i monti Daxue e Qionglai, che formano il confine orientale dell'altopiano del Tibet e il confine occidentale del bacino del Sichuan. Catene poco elevate, come i monti Daxiang e i monti Xiaoxiang, formano il confine orientale del sistema montuoso.
La regione montuosa ha un'elevata sismicità, in particolare il confine orientale, che fu l'epicentro del terremoto del Sichuan del 2008 che causò quasi 70.000 vittime.

## Natura

L'ecoregione dei monti Hengduan.

L'elevazione dei picchi montuosi (che spesso superano i 4500 m), le gole a precipizio (profonde a volte 3000 m) solcate da fiumi, e il clima monsonico hanno creato uno dei più rari «punti caldi» biologici, dotati di clima prevalentemente temperato. Non a caso le foreste di conifere subalpine dei monti Hengduan formano una delle ecoregioni terrestri definite dal Fondo Mondiale per la Natura (WWF).
Sui monti Hengduan crescono quasi 50 specie di conifere. E poi ci sono anche aceri, querce, bambù, rododendri, lillà, primule e rose, che spuntano fra i sempreverdi. Pare quasi che le foreste siano state piantate da un prodigioso architetto di giardini. Non a caso, l'elegante giglio regale, cioè una delle piante da giardino più amate, è stato scoperto meno di cent'anni fa proprio in una gola degli Hengduan. In realtà sono monti selvaggi, e nelle tane più nascoste si aggirano alcuni fra gli ultimi esemplari rimasti al mondo di panda minori, di panda giganti, assieme ai rinopitechi dorati, i leopardi delle nevi, le capre bahral e le gru collonero.
L'abbondanza di specie tuttavia oggi è scomparsa da quasi tutti gli Hengduan, per colpa soprattutto del disboscamento indiscriminato, della raccolta di legna da ardere, e della caccia. Malgrado il velo di sacralità che protegge i luoghi santi, secondo gli ambientalisti resta meno del 10% delle foreste originali. Fortunatamente, il Governo cinese ha lanciato una imponente campagna per la conservazione di ciò che rimane. Nel 1998, dopo le devastanti inondazioni lungo il fiume Yangtze (ufficialmente attribuite alla raccolta intensiva di legname), il governo cinese ha vietato il disboscamento a scopo commerciale nella regione degli Hengduan. Inoltre, ha proibito la caccia, ha istituito decine di parchi e di riserve per attirare i turisti cinesi e stranieri, e ha promosso un'opera di sensibilizzazione per avvicinare il pubblico alla tutela dell'ambiente, spesso impiegando slogan, pubblicizzati attraverso il Paese.